# Stefan Platteau
Pour les articles homonymes, voir Platteau.
Œuvres principales
- Les Sentiers des astres

Stefan Platteau est un écrivain de fantasy belge d'expression française, remarqué pour sa série Les Sentiers des astres dont le premier volume a obtenu le Prix Imaginales du roman francophone en 2015.

## Biographie
Historien de formation et entrepreneur en économie sociale de profession, Stefan Platteau est l'auteur de plusieurs spectacles d'histoire vivante. Il pratique l'écriture et aussi la musique, au sein du groupe Nook Karavan. 

## Œuvres

### SérieLes Sentiers des astres
- Le Roi cornu, Les Moutons électriques, 2019  (ISBN 978-2-36183-652-8)(Préquelle, version électronique)
- Dévoreur, Les Moutons électriques, 2015  (ISBN 978-2-36183-222-3)(Préquelle)

1. Manesh, Les Moutons électriques, 2014  (ISBN 978-2-36183-142-4)Prix Imaginales du roman francophone 2015
2. Shakti, Les Moutons électriques, 2016  (ISBN 978-2-36183-252-0)
3. Meijo, Les Moutons électriques, 2018  (ISBN 978-2-36183-467-8)
4. Jaunes Yeux, Les Moutons électriques, 2021  (ISBN 978-2-36183-722-8)

## Influences
Outre les épopées de l'Iliade et plus encore du Kalevala,, Stefan Platteau revendique l'influence d'auteurs comme Robert Holdstock, Tad Williams, Howard Philips Lovecraft, Robin Hobb, Joseph Conrad ou encore l'auteur indien contemporain Sujit Saraf.